# Psilolechiaceae
Psilolechiaceae is een botanische naam voor een familie van korstmossen behorend tot de orde Lecanorales.

## Geslachten
De familie bestaat uit één geslacht:
- Psilolechia